# Lyndon Baines Johnson Ranch

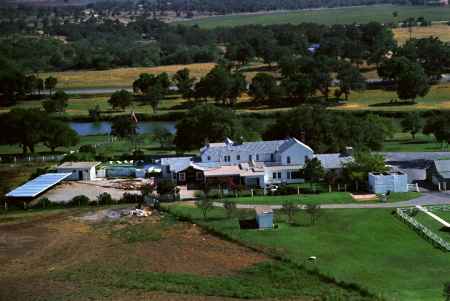
Luftaufnahme der LBJ Ranch (1967)

Nähere Ansicht des Anwesens

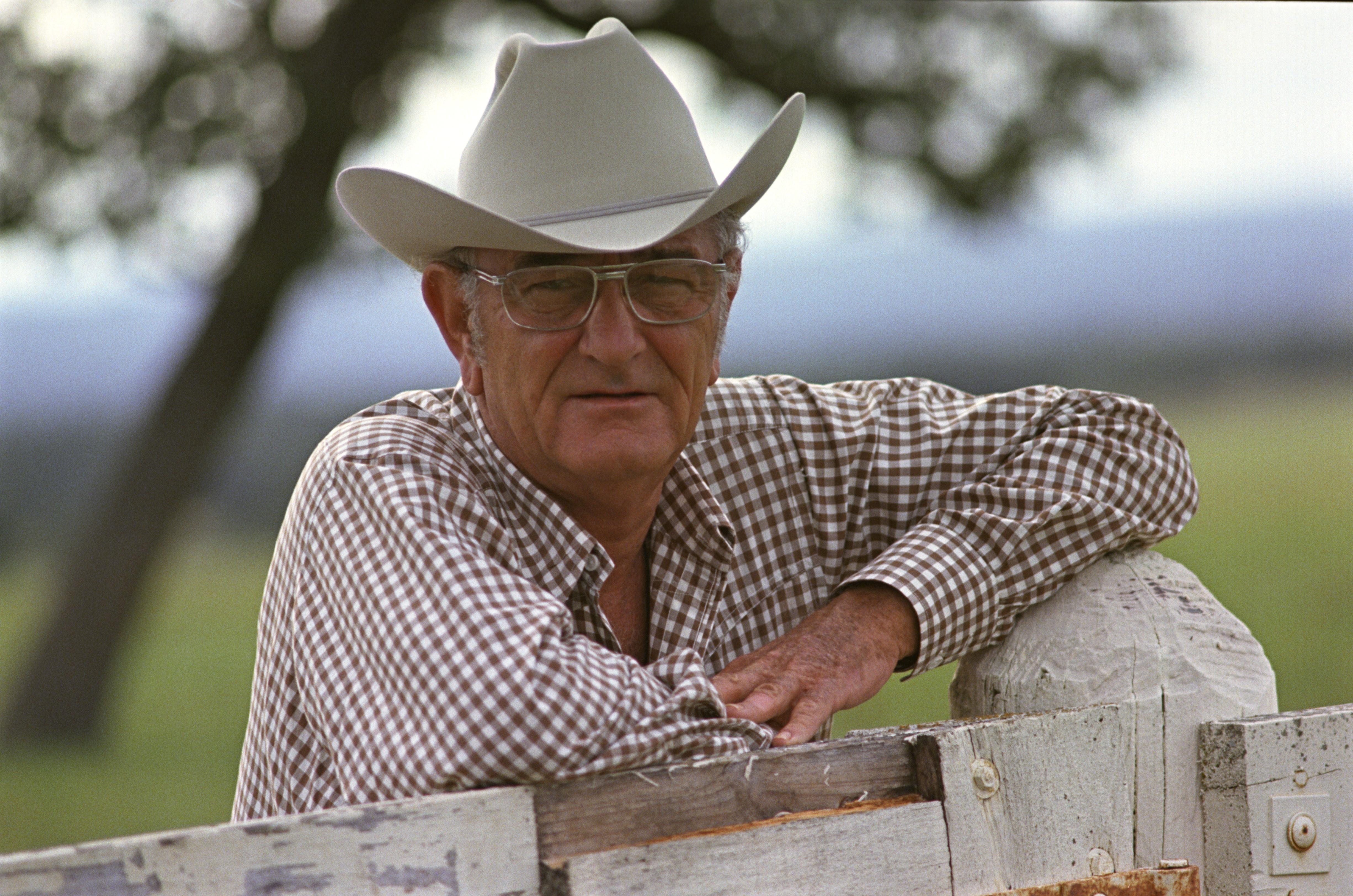
Lyndon B. Johnson auf seiner Ranch im September 1972

Die Lyndon Baines Johnson Ranch, oft nur LBJ Ranch genannt, ist eine Ranch nahe der Siedlung Stonewall im US-Bundesstaat Texas. Das Anwesen war die Residenz des ehemaligen US-Präsidenten Lyndon B. Johnson (1908–1973). Aufgrund dessen wird die Ranch auch häufig als das „texanische Weiße Haus“ bezeichnet. Heute ist das gesamte Grundstück ein Museum. Gemeinsam mit dem 22 Kilometer entfernt liegenden Lyndon Baines Johnson Boyhood Home bildet die Ranch den Lyndon B. Johnson National Historical Park.

## Beschreibung und Geschichte
Die LBJ Ranch befindet sich unweit der Kleinstadt Stonewall (Heimatstadt von Lyndon B. Johnson) in Zentraltexas (Texas Hill Country). An der Ranch vorbei fließt der Pedernales River.
Das Anwesen wurde bereits in den 1890er Jahren errichtet. Im Jahr 1951 wurde die Ranch von Lyndon B. Johnson, der damals noch Senator war, erworben. Als Johnson 1961 unter John F. Kennedy zum Vizepräsidenten wurde sowie 1963 selbst zum US-Präsidenten, zog er sich häufig auf die LBJ Ranch zurück, um sich eine politische Auszeit zu nehmen. Allerdings wurden auf der Ranch neben privaten Freunden auch verschiedene offizielle Gäste empfangen, sowohl amerikanische Politiker als auch Vertreter ausländischer Regierungen. Im Dezember 1963 war der damalige deutsche Bundeskanzler Ludwig Erhard zu Gast auf der LBJ Ranch. Auch Pressekonferenzen wurden auf dem Anwesen abgehalten, wenn Johnson sich dort aufhielt. Während der Präsidentschaft Lyndon B. Johnsons erhielt die LBJ Ranch den Spitznamen Texas White House („texanisches Weißes Haus“). Nachdem er im Januar 1969 das Amt abgegeben hatte, zog sich Johnson auf seine Ranch zurück, wo er bis zu seinem Lebensende residierte.
Nach dem Tod Johnsons im Januar 1973 wurde er nahe der Ranch beigesetzt und seine Ehefrau Lady Bird Johnson lebte bis zu ihrem Tod im Juli 2007 auf dem Anwesen. Seit 2008 ist die Ranch Teil des Lyndon Baines Johnson Library & Museum und somit für Besucher geöffnet. Die Innenausstattung hat sich indes seit den 1960er Jahren kaum verändert: So ist beispielsweise der Originalarbeitsplatz des Präsidenten Johnson für die Nachwelt erhalten.
Das Anwesen verfügt neben mehreren Schwimmbecken auch über einen direkt angrenzenden Flugplatz sowie über einen Golfplatz.